# Boeing 727
Boeing 727 je trimotorno ozkotrupno reaktivno letalo ameriškega proizvajalca Boeing Commercial Airplanes. Lahko pelje 149 do 189 potnikov do 5000 km daleč. Letalo lahko vzleta s kratkih vzletnih stez in letališč, ki niso opremljena za velika letala in kljub temu leti na interkontinentalnih razdaljah. V repu lerala so t.i. Airstairs, ena izmed posebnosti letala. Poganjajo ga trije P&W JT8D in je edino Boeingovo trimotorno letalo.  Rep je T izvedbe, srednji motor ima S-dovod zraka. Med piloti velja 727 za izjemno priljubljeno letalo in je bisteveno hitrejše od 737. Letalo ima isti presek trupa in enak kokpit kot štirimotorni Boeing 707. Kabina ima presek 3.8 metra in omogoča šestsedežno razporeditev. Letalo je eno izmed najglasnejših, kasneje so namestili t. i. Hush Kit za zmanjšanje hrupa.
V letih od 1963 in 1984 je bilo zgrajenih 1831 letal, od tega jih približno 250 še leti. Letalo je bilo načrtovano po zahtevah American Airlines, United Airlines in Delta Airlines. Letalo se je izkazalo za zelo učinkovito, veliko družb je začelo operacije prav s tem letalom. Veliko družb ga uporablja za prevoz tovora. Letalo je eno izmed zadnjih, ki so imela tričlansko posadko. Na krovu se je nahajal letalski inženir, ki so na modernejši letalih nadomestili računalniški sistemi. 
Visoke cene goriva, hrup in vzdrževalni stroški, so privedli k temu, da so ga letalske družbe začenjale zamenjati za bolj ekonomična letala kot so Boeing 737, 757 in Airbus A320.